# Juan José Nogués
Juan José Nogués Portalatín (Borja, Zaragoza, España, 28 de marzo de 1909-Palma de Mallorca, España, 2 de julio de 1998) fue un futbolista y entrenador español. Durante los años 1930 y 1940, jugó como portero en el F. C. Barcelona —llegando a disputar 285 partidos, 114 de Liga—, la selección española y la de Cataluña. Más tarde, se convirtió en entrenador de varios equipos de la Primera División incluyendo el propio Barcelona, el Club Gimnàstic de Tarragona y el R. C. D. Espanyol.

## Trayectoria
Nogués debutó en Primera División con el F. C. Barcelona el 12 de diciembre de 1930 en un empate 1-1 con el Real Racing Club de Santander. Durante su carrera como jugador con el club les ayudó a ganar la Copa Cataluña en cinco ocasiones. Entre 1932 y 1941 también jugó diez partidos para la selección catalana. El 14 de febrero de 1934 jugó contra España en el estadio de Les Corts. Nogués jugaría posteriormente en el equipo de España en la Copa del Mundo. Jugó su único partido de España contra Italia el 1 de junio de 1934, sustituyendo a Ricardo Zamora que se había lesionado y recibiendo un gol.
Después de retirarse como jugador, Nogués asumió el cargo de entrenador en el Barcelona durante la temporada 1941-42. Ese año el club consiguió ganar la Copa de España, superando al Athletic Club 4-3 en la prórroga. Durante la temporada 1942-43 Nogués llevó al Barça al tercer puesto en la liga y a las semifinales de la Copa del Generalísimo. En la semifinal fueron eliminados por el Real Madrid C. F.
Posteriormente, entrenó al Club Gimnàstic de Tarragona durante las temporadas que el equipo estuvo en Primera División en la década de 1940. En 1947, el Gimnàstic también llegó a semifinales en la Copa del Generalísimo pero perdió ante el R. C. D. Espanyol. Terminó su carrera entrenando al Espanyol, al Real Sporting de Gijón y a la U. E. Lleida.

## Clubes

### Como jugador
| Club            | País   | Año       |
| --------------- | ------ | --------- |
| Zaragoza C. D.  | España |           |
| F. C. Barcelona | España | 1930-1942 |

### Como entrenador
| Club                    | País   | Año       |
| ----------------------- | ------ | --------- |
| C. F. Barcelona         | España | 1942-1944 |
| Gimnástico de Tarragona | España | 1945-1949 |
| R. C. D. Espanyol       | España | 1950-1952 |
| Real Gijón              | España | 1952-1954 |
| U. D. Lérida            | España | 1954-1955 |

## Palmarés

### Campeonatos nacionales
| Título                | Club            | País   | Año  |
| --------------------- | --------------- | ------ | ---- |
| Copa del Generalísimo | F. C. Barcelona | España | 1942 |

### Campeonatos regionales
| Título                 | Club            | País   | Año  |
| ---------------------- | --------------- | ------ | ---- |
| Campeonato de Cataluña | F. C. Barcelona | España | 1930 |
| Campeonato de Cataluña | F. C. Barcelona | España | 1931 |
| Campeonato de Cataluña | F. C. Barcelona | España | 1932 |
| Campeonato de Cataluña | F. C. Barcelona | España | 1935 |
| Campeonato de Cataluña | F. C. Barcelona | España | 1936 |